# The Lords of the New Church
I The Lords of the New Church furono un supergruppo new wave formato da membri dei Dead Boys (Stiv Bators), The Damned (Brian James) e Sham 69 (Dave Tregunna).
Il gruppo ha all'attivo tre album da studio, The Lords of the New Church (1982), Is Nothing Sacred? (1983) e The Method to Our Madness (1984).
Il gruppo si è sciolto nel corso del 1988, dopo aver pubblicato una cover di Like a Virgin, uno dei classici di Madonna.

## Formazione
- Stiv Bators - voce (Dead Boys)
- Brian James - chitarra (The Damned)
- Dave Tregunna - basso (Sham 69)
- Nicky Turner - batteria (The Barracudas)

### Ex componenti
- Danny Fury - batteria (Kill City Dragons, Vain)

## Discografia

### Album in studio
- 1982 – The Lords of the New Church
- 1983 – Is Nothing Sacred?
- 1984 – The Method to Our Madness

### Album dal vivo
- 1988 – Live at the Spit
- 2003 – The Lord's Prayer II

### Raccolte
- 1985 – Killer Lords
- 2002 – The Lord's Prayer I